# Molophilus canopus
Molophilus canopus är en tvåvingeart som beskrevs av Alexander 1952. Molophilus canopus ingår i släktet Molophilus och familjen småharkrankar. Inga underarter finns listade i Catalogue of Life.